# Palazzo arcivescovile d'estate
Il Palazzo arcivescovile d'estate (in slovacco: Letný arcibiskupský palác) è un palazzo barocco di Bratislava, oggi sede del governo slovacco.

## Storia
All'inizio del XVII secolo l'arcivescovo di Strigonio Ferenc Forgách comprò dai cittadini locali un terreno e vi fece impiantare un giardino. Nell'anno 1614 circa ne fece la residenza arcivescovile. L'arcivescovo György Lippay Zombori ordinò la costruzione di un nuovo edificio, che si protrasse dal 1642 al 1666. Negli anni dal 1761 al 1765, per ordine dell'arcivescovo Ferenc Barkóczy, l'architetto Franz Anton Hillebrandt trasformò l'originaria residenza estiva rinascimentale in un palazzo tardo-barocco.
Nel complesso si è conservato il giardino voluto dall'arcivescovo György Lippay Zombori. Nel giardino del palazzo ebbe per quasi dieci anni il suo laboratorio il famoso scultore barocco austriaco Georg Rafael Donner. Il giardino originariamente ospitava molte statue, ma la maggior parte di esse andò perduta nel XIX secolo, quando il palazzo fu adibito provvisoriamente a ospedale militare.